# Krzynia
Krzynia (kaszb. Krzëniô lub też Wielgô Krzëniô, niem. Groß Krien) – osada w Polsce położona w województwie pomorskim, w powiecie słupskim, w gminie Dębnica Kaszubska, na obszarze Parku Krajobrazowego „Dolina Słupi”. Miejscowość wchodzi w skład sołectwa Dębnica Kaszubska.

## Położenie

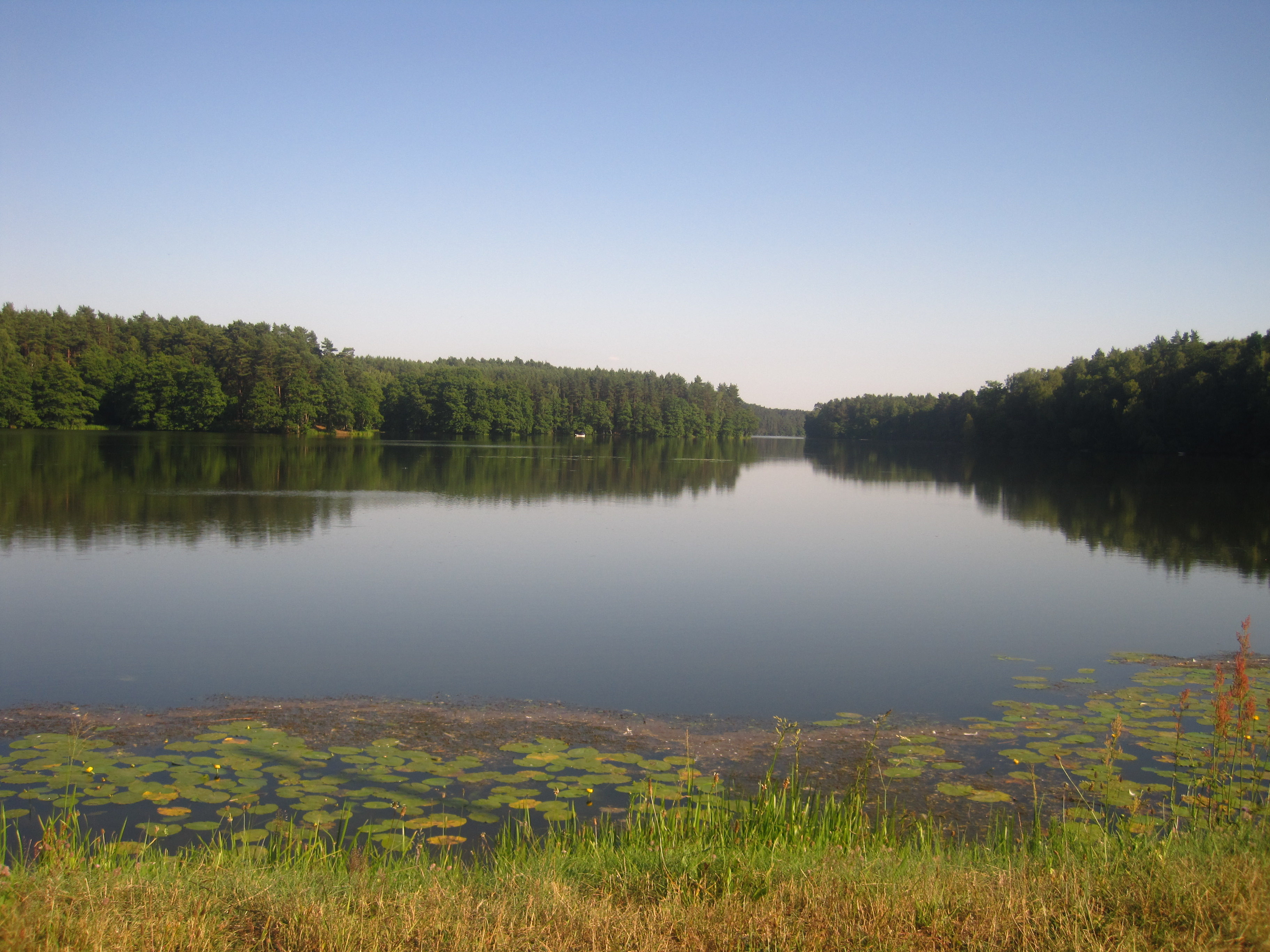
Zbiornik retencyjny Krzynia, nad którym położona jest osada.

Krzynia według regionalizacji fizycznogeograficznej leży na obszarze megaregionu Pozaalpejska Europa Środkowa, prowincji Nizina Środkowoeuropejska, podprowincji Pojezierza Południowobałtyckie, makroregionu Pojezierze Zachodniopomorskie (314.4), mezoregionu Wysoczyzna Polanowska (314.46). Kondracki i Richling zaklasyfikowali mezoregion do typu wysoczyzn młodoglacjalnych przeważnie z jeziorami, w większości o charakterze gliniastym, falistym lub płaskim.
Zgodnie z ewidencją gruntów i budynków obręb ewidencyjny Krzyni graniczy z obrębami ewidencyjnymi: Skarszów i Dębnica Kaszubska na północy, Dębnica Kaszubska Leśnictwo na północnym wschodzie, Niemczewo-Goszczyno na wschodzie, Wierszyno, Darżkowo, Podwilczyn, Suchorze, Mielno, Objezierze na południu oraz Żelkówko na zachodzie.
Osada położona jest nad zbiornikiem zaporowym Krzynia o powierzchni 75 ha i pojemności 2 mln m³, powstałym w wyniku budowy elektrowni wodnej „Krzynia”, którą uruchomiono w 1926.

## Demografia
Na 30 czerwca 2018 liczba mieszkańców wynosiła 45 osób. Według stanu na 30 września 2013 w osadzie mieszkały trzy osoby mniej.

## Nazwa
Nazwa miejscowości, wzmiankowana po raz pierwszy w 1266 formie Crin, ma pochodzenie słowiańskie i charakter topograficzny. Jest to nazwa prymarna przeniesiona z pomorskiej nazwy pospolitej *krina „zapadlisko, obniżenie terenu”. Niemiecka nazwa Groß Krien jest adaptacją fonetyczną pierwotnej nazwy słowiańskiej z wyróżnikiem groß „wielki”, dodanym w celu odróżnenia od sąsiedniej miejscowości Klein Krien („Krzynka”, nazwa zniesiona).
Polska nazwa Krzynia została nadana 1 lipca 1947 zgodnie z Rozporządzeniem Ministrów: Administracji Publicznej i Ziem Odzyskanych o przywróceniu i ustaleniu urzędowych nazw miejscowości.
Rada Języka Kaszubskiego proponuje kaszubską formę nazwy Krzëniô.

## Historia
W latach 1975–1998 miejscowość administracyjnie należała do województwa słupskiego. W parku podworskim wiekowe okazy dębów i sosen.

## Cmentarze ewangelickie
W Krzyni są dwa nieczynne cmentarze ewangelickie. Pierwszy z nich znajduje w północnej części miejscowości i służył mieszkańcom osady Klein Krien. Drugi, na którym chowani byli mieszkańcy Groß Krien, zlokalizowany jest w południowej części miejscowości. Cmentarz w północnej części położony jest przy drodze w kierunku Starnic, jego granice są nieczytelne. Zachował się starodrzew dębowy. Zajmował powierzchnię około 0,29 ha. Cmentarz w południowej części Krzyni znajduje się wzdłuż drogi leśnej biegnącej po zachodniej stronie zbiornika Krzynia. Liczył około 0,26 ha powierzchni.